# Ayr (fleuve)
Pour les articles homonymes, voir AYR.
Le fleuve Ayr (prononcé comme air, Uisge Àir en Gaëlique) est un fleuve côtier de l'Ayrshire, en Écosse. Avec 65 km c'est le plus long cours d'eau du comté.

## Géographie

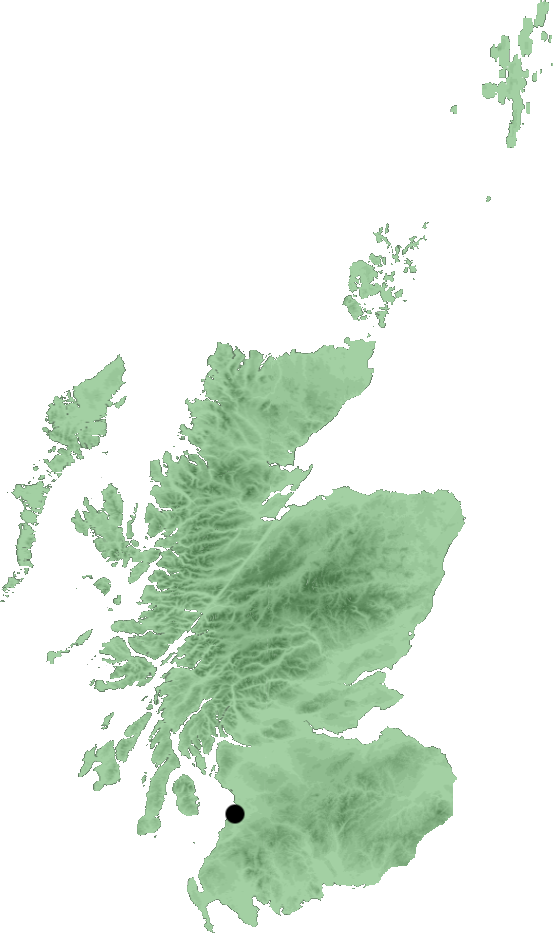
Situation.

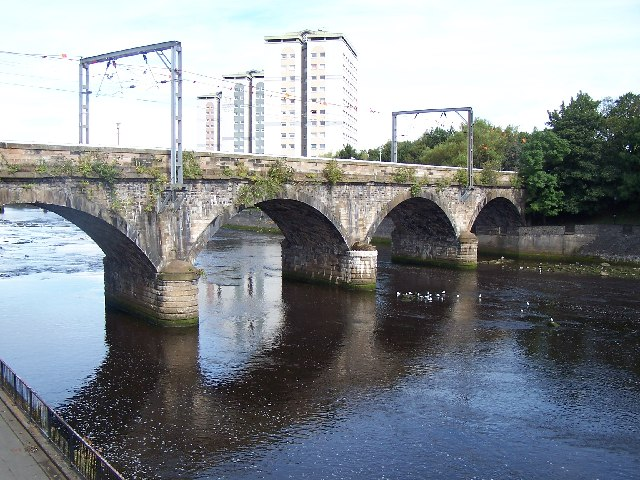
Le viaduc de 1853.

Le fleuve prend sa source à Glenbuck Loch dans l'East Ayrshire, près de la frontière avec Lanarkshire. Il poursuit son chemin vers l'Est et le  South Ayrshire, vers son embouchure à Ayr, où il se déverse dans le Firth of Clyde.
Sur sa route, le fleuve traverse  les agglomérations de Muirkirk, Sorn, Catrine, Failford, Stair et Annbank, aussi bien que Ayr Castle, maintenant en ruines. Les villes les plus importantes sont Ayr, Cumnock, Catrine, Ochiltree, Muirkirk et Sorn.

### Bassin versant
Le bassin versant est de 574 km2.

## Affluents principaux
- Greenock Water (rd[note 1]),
- Lugar Water (rg)
- Water of Fail
- Water of Coyle.

## Hydrologie
Son régime hydrologique est dit pluvial océanique.

## Aménagements et écologie
Les terres environnantes sont utilisées pour l'agriculture, l'exploitation forestière, les mines, les loisirs et le développement urbain.

### Randonnée

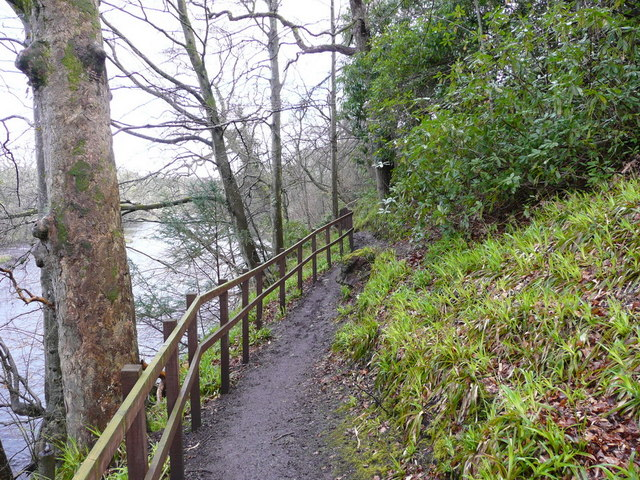
Chemin de randonnée.

Beaucoup de marcheurs utilisent pratiquement 90 % des 65 km de la longueur du fleuve. La randonnée peut débuter à Glenbuck Lock et suit le fleuve jusqu'à Ayr. Souvent le parcours s'effectue en deux ou trois étapes.

### Histoire
Les cultures chrétiennes le tenaient pour sacré. 
Les vestiges de plusieurs tombes sacrificielles préhistoriques de chevaux ont été trouvés le long des rives, surtout près d'Ayr.

## Étymologie
Le nom Ayr vient d'un mot pré-Celtique signifiant  "cours d'eau". La ville d'Ayr s'est d'abord appelée "Inver Ayr" signifiant "embouchure de l'Ayr", mais fut ensuite simplifiée en "Ayr".